# Napovedi konca Wikipedije
Različni opazovalci so napovedovali konec Wikipedije, odkar je postala znana, z morebitnimi pastmi zaradi pomanjkanja nadzora kakovosti ali nedoslednosti med sodelavci.
Kot nadomestilo za Wikipedijo so bile predlagane alternativne spletne enciklopedije, vključno z WolframAlpha, pa tudi zdaj že ukinjenima Knolom (od Googla) in Owlom (od AOL).Pregled iz leta 2013 je sprožil zaskrbljenost zaradi Wikipedijinih pomanjkljivosti glede prevar, vandalizma, pristranskosti, neravnovesja gradiva in neustreznega nadzora kakovosti člankov. Prejšnje kritike so obsodile neustrezno vsebino in pomanjkanje ustreznih virov v člankih. Druge kritike menijo, da bi lahko neupravičeno brisanje uporabnih člankov z Wikipedije napovedovalo njen konec, kar je samo po sebi navdihnilo ustanovitev Deletionpedije.
V nasprotju s takimi napovedmi je Wikipedija nenehno rasla tako po velikosti kot po vplivu.  Nedavni razvoj umetne inteligence v projektih Wikimedije je sprožil nove napovedi, da bodo aplikacije umetne inteligence, ki uporabljajo prosto in odprto vsebino, nadomestile Wikipedijo.

## Ustvarjalci
Wikipedijo množično financira nekaj milijonov prostovoljnih urednikov. Od milijonov registriranih urednikov jih le deset tisoč prispeva večino vsebine, nekaj tisoč pa jih opravlja nadzor kakovosti in vzdrževanje. Ko se je enciklopedija v letu 2010 širila, se število aktivnih urednikov ni povečevalo sočasno. Različni viri so napovedovali, da bo Wikipedija sčasoma imela premalo urednikov, da bi bila funkcionalna, in da bo zaradi pomanjkanja sodelovanja propadla.
Angleška Wikipedija ima 841 prostovoljnih administratorjev, ki opravljajo različne funkcije, vključno s funkcijami, podobnimi tistim, ki jih opravlja moderator foruma. Kritiki so njihova dejanja opisali kot ostra, birokratska, pristranska, nepoštena in muhasta ter napovedali, da bo posledično ogorčenje privedlo do zaprtja spletnega mesta.
Različni članki iz leta 2012 so poročali, da bi lahko zmanjšanje zaposlovanja novih administratorjev na angleški Wikipediji privedlo do uničenja Wikipedije.

### Upad števila urednikov (2014–2015)
Analiza upada iz leta 2014, objavljena v reviji The Economist, je navedla, da se je »število urednikov angleške različice v sedmih letih zmanjšalo za tretjino«. Stopnjo aktivnih urednikov v angleški Wikipediji je revija The Economist označila za bistveno višjo kot v drugih različicah Wikipedije. Poročala je, da je v drugih jezikih število »aktivnih urednikov« (tistih z vsaj petimi urejanji na mesec) od leta 2008 relativno konstantno: približno 42.000 urednikov, z ozkimi sezonskimi nihanji približno 2.000 urednikov navzgor ali navzdol.
V angleški Wikipediji je število aktivnih urednikov doseglo vrhunec leta 2007 pri približno 50.000 urednikih in leta 2014 padlo na 30.000 urednikov. 
Glede na to, da je analiza trendov, objavljena v reviji The Economist, pokazala, da število aktivnih urednikov Wikipedije v drugih jezikih ostaja relativno konstantno in se ohranja pri približno 42.000 aktivnih urednikih, je kontrast pokazal na učinkovitost Wikipedije v različicah pri ohranjanju aktivnih urednikov na obnovljivi in trajnostni osnovi. Čeprav imajo različne jezikovne različice Wikipedije različne urednike, noben komentar ni opredelil posebne razlike v politikah, ki bi lahko vplivale na stopnjo števila urednikov za angleško Wikipedijo. Število urednikov se je leto kasneje rahlo povečalo, po tem pa ni bilo jasnega trenda.
V članku iz leta 2013 je Tom Simonite iz MIT Technology Review dejal, da se število urednikov Wikipedije že nekaj let zapored zmanjšuje, in kot dejavnik navedel birokratsko strukturo in pravila. Simonite je trdil, da nekateri Wikipedisti uporabljajo labirintna pravila in smernice za prevlado nad drugimi in da imajo osebni interes za ohranitev statusa quo. Članek Chrisa Wilsona iz januarja 2016 v reviji Time je dejal, da bi Wikipedija lahko izgubila veliko urednikov, ker bo sodelovanje občasnih urednikov in pametne programske opreme prevzelo vodilno vlogo. 
Andrew Lih in Andrew Brown vztrajata, da je urejanje Wikipedije s pametnimi telefoni težavno in odvrača nove potencialne sodelavce. Lih trdi, da med obstoječimi sodelavci obstaja resno nesoglasje glede tega, kako to rešiti. Leta 2015 je Lih izrazil zaskrbljenost za dolgoročno prihodnost Wikipedije, medtem ko je Brown dejal, da ga skrbi, da bodo težave z Wikipedijo ostale in da je konkurenčne enciklopedije ne bodo nadomestile. 

## Uporabniki in sredstva
Leta 2015 se je zaradi večjega števila ogledov prek pametnih telefonov opazno zmanjšalo število oseb, ki si Wikipedijo ogledujejo na svojih računalnikih, in po poročanju Washington Posta »ljudje najverjetneje veliko manj donirajo«. Takrat je fundacija Wikimedia poročala o rezervah, ki so enake enoletnim proračunskim izdatkom. Po drugi strani pa se je število plačanih zaposlenih močno povečalo, zato so se ti izdatki povečali. 
Leta 2021 je Andreas Kolbe, nekdanji sourednik revije The Signpost, zapisal, da fundacija Wikimedia dosega svoj 10-letni cilj sklada v višini 100 milijonov ameriških dolarjev, pet let prej kot je bilo načrtovano, kar bi lahko presenetilo donatorje in uporabnike po vsem svetu, ki redno vidijo pasice za zbiranje sredstev na Wikipediji. Dejal je tudi, da računovodske metode prikrivajo velikost poslovnih presežkov, da najvišji menedžerji zaslužijo 300.000–400.000 dolarjev na leto in da se na zbiranju sredstev ukvarja izključno več kot 40 ljudi. 

## Časovnica napovedi
Na predvečer 20. obletnice Wikipedije je izredni profesor Oddelka za komunikologijo na Univerzi Northeastern Joseph Reagle izvedel retrospektivno študijo številnih »napovedi konca Wikipedije« v dveh desetletjih, razdeljenih na kronološka obdobja: »zgodnja rast (2001–2002)«, »nastajajoča identiteta (2001–2005)«, »produkcijski model (2005–2010)«, »osip sodelavcev (2009–2017)« in »trenutno obdobje »(2020)«. Vsak val je prinesel svoje značilne usodne napovedi, ki se nikoli niso uresničile; posledično je Reagle zaključil, da Wikipedija trenutno ni v nevarnosti. 
Leta 2023 se je povečala zaskrbljenost, da bi lahko vseprisotnost in širjenje umetne inteligence (UI) negativno vplivala na Wikipedijo. Hitre izboljšave in široka uporaba UI lahko Wikipedijo naredijo zastarelo ali vsaj zmanjšajo njen pomen. Akademske raziskave iz leta 2023 so pokazale, da umetna inteligenca, ko se uporablja v Wikipediji, najučinkoviteje deluje pri odpravljanju napak, medtem ko Wikipedijo še vedno pišejo ljudje.